# The Best Man Wins (film 1911)
The Best Man Wins è un cortometraggio muto del 1911 diretto e sceneggiato da Tom Ricketts. Prodotto dalla Nestor Film Company, aveva come interpreti Harold Lockwood, Dorothy Davenport, Dorothy Davenport, Alice Davenport, Gordon Sackville e Victoria Forde.

## Produzione
Il film fu prodotto da David Horsley per la Nestor Film Company.

## Distribuzione
Distribuito dalla Motion Picture Distributors and Sales Company, il film - un cortometraggio in una bobina - uscì nelle sale cinematografiche statunitensi il 25 dicembre 1911.